# Грийо, Реми
Реми Грийо (фр. Rémy Grillot; 1766—1813) — французский военный деятель, бригадный генерал (1809 год), барон (1810 год), участник революционных и наполеоновских войн. Имя генерала выбито на Триумфальной арке в Париже.

## Биография
Реми Грийо родился в семье простого пахаря. Начал военную службу 31 мая 1785 года солдатом в Пикардийском пехотном полку (с 1 января 1791 года - 2-й полк линейной пехоты). К началу Революционных войн дослужился до звания лейтенанта. Участвовал в кампаниях 1792-94 годов в рядах Северной, Мозельской, Майнцской и Альпийской армий. 1 ноября 1792 года, за отличие при осаде Тионвиля, был произведён в капитаны штаба. 9 июня 1793 года ранен пулей в левую ногу при Арлоне. 27 ноября 1793 года отличился в бою в лесу Агено.
30 мая 1794 года получил звание командира батальона штаба в рядах Рейнско-Мозельской армии. 19 июня 1795 года произведён в командиры бригады (полковник), и был назначен командиром 16-й пехотной полубригады. В декабре 1796 года временно возглавил 25-ю линейную полубригаду в составе Внутренней армии. 21 декабря 1798 года стал командиром 90-й полубригады линейной пехоты. В 1799 году сражался в рядах Батавской армии генерала Брюна. Был ранен в сражениях 17 сентября 1799 года при Бергене и 2 октября 1799 года при Алкмаре. В 1801 году определён в Наблюдательный корпус Жиронды и 20 августа 1802 года отплыл из Рошфора на остров Санто-Доминго в составе экспедиции генерала Леклерка. В августе 1803 года возвратился во Францию.
После расформирования 90-й полубригады, с 10 октября 1803 года командовал 93-м полком линейной пехоты. С 1803 по 1806 годы служил на острове Ре. 23 сентября 1806 года его полк стал частью пехотной дивизии Буде. В 1807 году отличился при осаде крепостей Кольберг, где возглавил атаку дивизии в одиночку, и Штральзунд. В Австрийской кампании 1809 года блестяще проявил себя в сражении при Эсслинге. 2 июля 1809 года был произведён в бригадные генералы и возглавил бригаду в дивизии Буде. 5-6 июля вновь проявил себя при Ваграме. 1 мая 1810 года дивизия была расформирована.
5 июля 1810 года вследствие невозможности нести активную службу из-за потери правого глаза в результате перенесённой в последней кампании гнилостной лихорадки, был назначен командующим департамента Вандея. 20 мая 1812 года был назначен командиром 8-й бригады Национальной гвардии в Ла-Рошели. 15 июня 1812 года возвратился к обязанностям командующего департамента Вандея. 21 августа 1812 года стал командиром 13-й бригады Национальной гвардии в Тулузе. В 1813 году настойчиво просил возвращения к полевой службе и 1 марта возглавил 2-ю бригаду 2-й пехотной дивизии 3-го армейского корпуса маршала Нея. В сражении 2 мая 1813 года при Лютцене получил тяжёлое ранение пушечным ядром в ногу и умер после ампутации 19 мая 1813 года в Лейпциге в возрасте 47 лет.

## Воинские звания
- Солдат (31 мая 1785 года);
- Капрал (1 февраля 1788 года);
- Сержант-фурьер (1 марта 1790 года);
- Старший сержант (26 июля 1791 года);
- Аджюдан (10 апреля 1792 года);
- Лейтенант (20 мая 1792 года);
- Капитан штаба (1 ноября 1792 года);
- Командир батальона штаба (30 мая 1794 года);
- Полковник (19 июня 1795 года);
- Бригадный генерал (2 июля 1809 года).

## Титулы
- Барон Грийо и Империи (фр. baron Grillot et de l'Empire; декрет от 15 августа 1809 года, патент подтверждён 29 августа 1810 года, Сен-Клу)[1][2].

## Награды
Легионер ордена Почётного легиона (11 декабря 1803 года)
 Офицер ордена Почётного легиона (14 июня 1804 года)